# Tomas Bohr
Tomas Bohr (* 1953) ist ein dänischer Physiker.
Tomas Bohr ist der Sohn von Aage Bohr und damit ein Enkel von Niels Bohr. Er studierte Physik an der Universität Kopenhagen mit dem Diplom 1981 und wurde 1983 promoviert. Als Post-Doktorand war er an der Cornell University. 1985 wurde er Assistenzprofessor an der Universität Kopenhagen und 1998 Professor an der Technischen Universität Dänemarks. Dort ist er Direktor des Center for Fluid Dynamics.
Er befasst sich mit komplexen Systemen und Chaostheorie, Turbulenz und statistischer Mechanik, stark nichtlinearen Flüssigkeitsphänomenen und biologischen Anwendungen der Hydrodynamik (Säftefluss in Pflanzen, Plankton im Meer). Seine theoretische Arbeit verknüpft er gerne mit einfachen Modellexperimenten (hydraulische Sprünge wie in einem Wasserstrahl in ein Waschbecken, Wirbel in Badewannen, Sandrippel, Säftefluss in Bäumen).
Er war 2015 an der Widerlegung von Experimenten beteiligt, die quantenähnliches Verhalten von Öltropfen auf einer vibrierenden Öloberfläche zeigen sollten.
Er ist Mitglied der Königlich Dänischen Akademie der Wissenschaften.

## Schriften (Auswahl)
Bücher:
- Bevægelsens Uberegnelige Skønhed. Om kaos,[6] Gyldendal 1992
- mit Mogens H. Jensen, Giovanni Paladin, Angelo Vulpiani: Dynamical Systems Approach to Turbulence, Cambridge University Press 1998

Einige Aufsätze:
- mit M. H. Jensen, P. Bak: Complete devil's staircase, fractal dimension, and universality of mode-locking structure in the circle map, Phys. Rev. Lett., Band 50, 1983, S. 1637
- mit Mogens H. Jensen, Per Bak: Transition to chaos by interaction of resonances in dissipative systems. I. Circle maps, Phys. Rev. A, Band 30, 1984, S. 1960
- mit Per Bak, Mogens H. Jensen: Transition to chaos by interaction of resonances in dissipative systems. II. Josephson junctions, charge-density waves, and standard maps, Phys.Rev. A, Band 30, 1984, S. 1970
- mit P. Dimon, V. Putkaradze: Shallow-water approach to the circular hydraulic jump, Journal of Fluid Mechanics, Band 254, 1993, S. 635–648
- mit T. Schnipper, A. Andersen: Vortex wakes of a flapping foil, Journal of Fluid Mechanics, Band 633, 2009, S. 411–423
- mit P. Bak, M. H. Jensen: Mode-locking and the transition to chaos in dissipative systems, in: Predrag Cvitanović (Hrsg.), Universality in Chaos, 2. Auflage, Routledge 2017, S. 531–539